# Сиена (баскетбольный клуб)
«Менс Сана Баскет 1871» (итал. Mens Sana Basket 1871) — итальянский баскетбольный клуб из города Сиена, основанный в 1893 году. Является баскетбольным отделением спортивного клуба Polisportiva Mens Sana. Более известен под названием «Монтепаски», в честь Банка Сиены — Banca Monte dei Paschi di Siena, который был титульным спонсором клуба с 2000 по 2014 год. В настоящее время «Менс Сана» выступает во втором дивизионе.

## О клубе
Команда была основана в 1893 году в городе Сиена. Вплоть до 2000 года особых побед клуб не сыскал, пока спонсором команды не стал Банк Сиены. Родительский спортивный клуб, основанный в 1871 году, утверждает, что был первым в Италии, начавшим играть в баскетбол, и секция баскетбола появилась вскоре после того как Джеймс Нейсмит изобрел данный вид спорта в 1891. Но, несмотря на свою историю, клуб был в основном провинциальным вплоть до 1973 года, когда команда впервые вышла в высший дивизион чемпионата Италии. В еврокубках клуб дебютировал в 1990 году.
С начала XXI века, «Монтепаски» зарекомендовал себя как один из сильнейших клубов в Европе, одержал победу в Кубке Сапорты, завоевал восемь титулов чемпиона Италии, регулярно играл в Евролиге, в том числе участвовал четыре раза в финале четырёх Евролиги.
В 2014 году клуб лишился спонсорской поддержки и прошёл процедуру банкротства. Сезон 2014/2015 «Менс Сана Баскет 1871» проводил в третьем дивизионе чемпионата Италии (серия B) и завершил его на третьем месте, что позволило выйти во второй дивизион (серия A2).

## Титулы
- Чемпион Италии 8: 2004, 2007, 2008, 2009, 2010, 2011, 2012, 2013
- Кубок Италии 4: 2009, 2010, 2011, 2012
- Суперкубок Италии 6: 2004, 2007, 2008, 2009, 2010, 2011
- Кубок Сапорты: 2002
- Евролига Финал Четырёх: 2003, 2004, 2008, 2011

## Сезоны
| Сезон   | Лига     | Уровень | Рег. Чемп. | Плей-офф          | Еврокубки              |
| ------- | -------- | ------- | ---------- | ----------------- | ---------------------- |
| 2009-10 | Серия А  | 1       | 1          | Чемпион           | Топ-16 Евролиги        |
| 2010-11 | Серия А  | 1       | 1          | Чемпион           | 3-е место Евролиги     |
| 2011-12 | Серия А  | 1       | 1          | Чемпион           | Четвертьфинал Евролиги |
| 2012-13 | Серия А  | 1       | 5          | Чемпион           | Топ-16 Евролиги        |
| 2013–14 | Серия А  | 1       | 2          | Финалист          | Гр.этап Евролиги       |
| 2013–14 | Серия А  | 1       | 2          | Финалист          | Ласт 32 Еврокубка      |
| 2014-15 | Серия В  | 3       | 1 (гр.А)   | Победитель (гр.А) | -                      |
| 2015-16 | Серия А2 | 2       | -          | -                 | -                      |

## Титульные спонсоры
Названия команды были следующими:
- Сапори (1973—1978, 1981—1983)
- Антонини (1978—1981)
- Мистер Дей (1983—1986)
- Тичино (1990—1993)
- Олиталия (1993—1994)
- Комерсон (1994—1995)
- ЭсИкс Оролоджи (1995—1996)
- Фонтанафреддо (1996—1998)
- Дукато (1998—2000)
- Монтепаски Сиена (2000—2014)